# Коваленков, Сергей Александрович
Сергей Александрович Коваленков (15 марта 1939, Москва — 2002) — советский и российский художник, живописец, книжный иллюстратор. Член Союза художников СССР. Актёр.
В 1966 г. окончил Ленинградское высшее художественно-промышленное училище им. В. И. Мухиной (ныне Санкт-Петербургская художественно-промышленная академия имени А. Л. Штиглица).
До 1973 года работал в монументальной живописи, позже полностью посвятил себя книжной графике. Будучи знатоком литературы, поэзии, истории и философии, художник мастерски работал в совершенно разных книжных жанрах: иллюстрировал детские книги (Саша Чёрный), русскую и зарубежную классику (Диккенса, Гашека, Чехова). Проиллюстрировал целый ряд детских книг как в России, так и за рубежом.
Стиль Коваленкова самобытный и узнаваемый: обилие света и воздуха, пастельные цвета, легкость, нежность и лиричность.
Его работы экспонировались на выставках в Москве, Париже, Франкфурте, Болонье, Братиславе, Токио.
С. Коваленков — дипломант престижной международной премии в области детской литературы имени Х. К. Андерсена.
Его последней работой стал сборник сербских стихов, небылиц и загадок «Веселая свирель».
В 1975 году снялся в роли художника Игоря в фильме «Чужие письма».

## Семья
Мать — Елизавета Фохт, актриса.
Отец — Александр Коваленков, советский поэт и прозаик.
Супруга — Татьяна Макарова (1940—1974), поэтесса и переводчик, дочь Маргариты Алигер
Дочь — Анастасия Коваленкова (род. 1968), художница и писательница.